# Lambert de Pitteurs de Budingen
 (août 2024).
Lambert Trudon Antoine de Pitteurs, seigneur de Budingen, Rosoux, ter Biest, Leenhagen et Rumsdorp, né à Saint-Trond le 23 mars 1753 et mort à Rosoux le 8 juillet 1828, est un homme politique.

## Mandats et fonctions
- Échevin de Saint-Trond
- Bourgmestre de Rosoux
- Membre de la Seconde Chambre des États généraux : 1815-1819
- Membre des États provinciaux de Liège